# 서울타임즈
서울타임즈는 대한민국 최초이자 유일의 인터넷 영자신문으로 2001년 5월 1일 언론인 조운경(趙雲鯨)에 의해 창간되었다.
서울타임즈는 "한국에 관심 있는 모든 외국인들을 위해"라는 슬로건처럼, 우선적으로 외국인들, 특히 주한 외교 사절단이나 경제 관리, 기타 여론 주도층 등을 포함한 사회 지도층 인사들에게 정보 및 뉴스를 제공하고 있다.
현재 서울타임즈의 발행인은 조운경이다.